# Associação Americana de Antropologia
A Associação Americana de Antropologia (AAA) é uma organização estadunidense que reúne estudiosos e profissionais da área de antropologia. Com cerca de 10.000 membros, a associação, sediada no condado de Arlington, Virgínia, congrega arqueólogos, antropólogos culturais, antropólogos biológicos, antropólogos linguísticos [en], linguistas, antropólogos médicos e antropólogos aplicados, que atuam em universidades, centros de pesquisa, agências governamentais, museus, empresas e organizações sem fins lucrativos em todo o mundo. A AAA publica mais de 20 revistas acadêmicas revisadas por pares, disponíveis em formato impresso e digital por meio da plataforma AnthroSource. Fundada em 1902, a associação desempenha um papel central na promoção da antropologia.

## História
A primeira sociedade antropológica dos Estados Unidos foi a Sociedade Etnológica Americana de Nova York, fundada por Albert Gallatin e revitalizada em 1899 por Franz Boas após um período de inatividade. Em 1879, foi criada a Sociedade Antropológica de Washington, que publicou inicialmente a revista American Anthropologist [en], antes de ela se tornar uma publicação nacional. Em 1882, a Associação Americana para o Avanço da Ciência (AAAS) estabeleceu uma seção de antropologia. Discussões sobre a criação de uma sociedade nacional única começaram em 1898, lideradas por Boas e outros antropólogos, mas preocupações com possíveis impactos na AAAS prolongaram o debate. Em 1901, representantes da Sociedade Etnológica Americana e da Sociedade Antropológica de Washington participaram de uma reunião da seção de antropologia da AAAS em Chicago, onde houve consenso para formar uma sociedade nacional. Boas defendia uma filiação restrita a 40 "antropólogos profissionais", mas o primeiro presidente da AAA, William John McGee [en], garantiu que a associação fosse aberta a todos os interessados na disciplina. Após sua incorporação, a AAA assumiu a responsabilidade pela revista American Anthropologist, criada em 1888 pela Sociedade Antropológica de Washington.
Os assuntos administrativos da associação são geridos por uma Assembleia de Seções, composta por 41 membros que representam cada uma das seções constituintes, e por um Conselho Executivo de 15 membros.

De acordo com seus artigos de incorporação, a AAA foi criada para:
Promover a ciência da antropologia, estimular e coordenar os esforços dos antropólogos americanos, fomentar sociedades locais e outras dedicadas à antropologia, servir como um elo entre antropólogos e organizações antropológicas, atuais e futuras, e publicar e incentivar a publicação de materiais relacionados à antropologia.
Com uma filiação inicial de 175 membros, a AAA cresceu lentamente durante a primeira metade do século XX. As reuniões anuais ocorriam principalmente no Nordeste dos Estados Unidos e acomodavam todos os participantes em uma única sala.
A associação se descreve como uma "organização democrática desde sua fundação".
Em 2010, o Conselho Executivo da AAA removeu a palavra "ciência" de um rascunho de seu plano de longo prazo, comprometendo-se a avançar "a compreensão pública da humanidade". Essa mudança desencadeou uma ampla controvérsia sobre a definição da disciplina, com muitos arqueólogos e antropólogos biológicos sentindo-se marginalizados dentro da AAA. A versão final do plano de longo prazo afirma: "A força da antropologia reside em sua posição singular na interseção entre ciências e humanidades" e declara que "o propósito da associação será avançar a compreensão acadêmica da humanidade em todos os seus aspectos, valendo-se e construindo sobre o conhecimento das ciências biológicas e físicas, bem como das humanidades e ciências sociais".
A sede da AAA está localizada em Arlington, Virgínia.

## Seções
A AAA é composta por 40 seções, que são grupos organizados em torno de identidades ou interesses intelectuais dentro da antropologia. Cada seção possui um presidente ou presidente eleito; muitas publicam revistas e organizam reuniões.
- Sociedade Etnológica Americana [en] (AES)

- Antropologia e Meio Ambiente (A&E)

- Divisão de Arqueologia da Associação Americana de Antropologia (AD)

- Associação para Antropologia Africanista (AfAA)

- Associação para Antropologia Feminista [en] (AFA)

- Associação para Antropologia Política e Jurídica (APLA)

- Associação para Antropologia Queer (AQA)

- Associação para a Antropologia de Políticas (ASAP)

- Associação de Antropólogos Negros [en] (ABA)

- Associação de Antropólogos Indígenas (AIA)

- Associação de Antropólogos Latinos e Latinas (ALLA)

- Associação de Antropólogos Sêniores (ASA)

- Seção de Antropologia Biológica (BAS)

- Associação Antropológica dos Estados Centrais (CSAS)

- Conselho para Antropologia de Museus (CMA)

- Conselho de Antropologia e Educação (CAE)

- Cultura e Agricultura (C&A)

- Sociedade de Antropologia Evolucionária (EAS)

- Divisão de Antropologia Geral (GAD)

- Seção do Oriente Médio (MES)

- Associação Nacional para a Prática da Antropologia (NAPA)

- Associação Nacional de Estudantes Antropólogos (NASA)

- Sociedade para Ciências Antropológicas [en] (SAS)

- Sociedade para Antropologia em Faculdades Comunitárias (SACC)

- Sociedade para Antropologia Cultural (SCA)

- Sociedade para Antropologia do Leste Asiático (SEAA)

- Sociedade para Antropologia Econômica [en] (SEA)

- Sociedade para Antropologia Humanística (SHA)

- Sociedade para Antropologia da América Latina e Caribe (SLACA)

- Sociedade para Antropologia Linguística (SLA)

- Sociedade para Antropologia Médica [en] (SMA)

- Sociedade para Antropologia Psicológica (SPA)

- Sociedade para a Antropologia da Consciência (SAC)

- Sociedade para a Antropologia da Europa (SAE)

- Sociedade para a Antropologia da Alimentação e Nutrição (SAFN)

- Sociedade para a Antropologia da América do Norte (SANA)

- Sociedade para a Antropologia da Religião (SAR)

- Sociedade para a Antropologia do Trabalho (SAW)

- Sociedade para Antropologia Urbana, Nacional e Transnacional/Global (SUNTA)

- Sociedade para Antropologia Visual (SVA)

## Publicações
A AAA publica mais de 20 revistas de suas seções, incluindo American Anthropologist, American Ethnologist, Cultural Anthropology [en], Anthropology & Education Quarterly e Medical Anthropology Quarterly [en]. A revista oficial da AAA, Anthropology News, é publicada bimestralmente. As publicações da AAA estão disponíveis online por meio da plataforma AnthroSource. Desde 2007, as revistas são publicadas em parceria com a Wiley-Blackwell. Desde 1962, a associação publica o AAA AnthroGuide, que fornece informações sobre departamentos de antropologia.

## Envolvimento em questões públicas
Em 2004, em resposta à proposta do presidente George W. Bush de uma emenda constitucional proibindo o casamento entre pessoas do mesmo sexo, a AAA emitiu uma declaração sobre casamento e família, afirmando:
Os resultados de mais de um século de pesquisa antropológica sobre lares, relações de parentesco e famílias, em diferentes culturas e ao longo do tempo, não oferecem qualquer suporte à visão de que a civilização ou ordens sociais viáveis dependem do casamento como uma instituição exclusivamente heterossexual. Pelo contrário, a pesquisa antropológica apoia a conclusão de que uma vasta gama de tipos de família, incluindo famílias baseadas em parcerias do mesmo sexo, pode contribuir para sociedades estáveis e humanas.
A associação também adotou resoluções contra a invasão do Iraque em 2003, contra o uso do conhecimento antropológico para tortura física ou psicológica, e contra qualquer ação militar dos EUA, secreta ou aberta, contra o Irã. Após um referendo em 2023, a associação endossou um boicote a instituições acadêmicas israelenses, aderindo ao movimento Boicote, Desinvestimento e Sanções (BDS).
Vários debates ideologicamente polarizados dentro da disciplina levaram a AAA a conduzir investigações. Isso inclui a disputa entre Derek Freeman [en] e defensores de Margaret Mead, bem como a controvérsia sobre o livro Darkness in El Dorado. Neste último caso, Alice Dreger [en], historiadora da medicina e ciência, concluiu após um ano de pesquisa que a AAA foi conivente e irresponsável ao ajudar a espalhar falsidades contidas no livro, sem proteger "estudiosos de acusações sensacionalistas e infundadas".

### Raça
A AAA emitiu várias declarações sobre o tema da raça, argumentando desde a década de 1950 que a raça é melhor compreendida como uma construção cultural ou biocultural, em vez de majoritariamente biológica.
Na década de 1990, em resposta ao que considerava confusão pública sobre o conceito de "raça", especialmente equívocos sobre raça e inteligência, o Conselho Executivo da AAA encomendou a Declaração da Associação Americana de Antropologia sobre Raça, afirmando que a raça é um mecanismo social construído: "...'raça', como entendida nos Estados Unidos, foi um mecanismo social inventado...". A declaração esclareceu: "Com a vasta expansão do conhecimento científico neste século, tornou-se claro que as populações humanas não são grupos biologicamente distintos, claramente demarcados e inequívocos".
Em 2006, a associação desenvolveu e continua gerenciando um programa de educação pública intitulado "RACE: Are We So Different?" O programa inclui uma exposição itinerante em museus, um site interativo e materiais educacionais.

### Direitos humanos
Inicialmente, a AAA era altamente cética em relação ao conceito de direitos humanos universais, com alguns antropólogos argumentando que, devido ao relativismo cultural, não há princípios que possam ser universalmente válidos para todas as culturas. Em 1947, a AAA emitiu uma declaração sobre direitos humanos, observando que julgamentos de valor são culturalmente contextualizados e argumentando que uma declaração sobre direitos humanos universais deveria considerar e abranger todos os diferentes sistemas de valores humanos. Essa postura foi gradualmente abandonada por muitos antropólogos, que hoje veem os direitos humanos universais como uma forma importante de reduzir a discriminação e a opressão de minorias culturais.

### Política de imigração

#### Arizona
Em 22 de maio de 2010, o Conselho Executivo da AAA emitiu uma resolução que declarou a Lei SB1070 do Arizona, que autoriza a polícia estadual a auxiliar na aplicação da lei federal de imigração, como "inconstitucional". A associação anunciou um boicote ao Arizona, mas não às reservas indígenas do estado, até que a lei fosse revogada ou declarada constitucionalmente inválida.
O Conselho afirmou que "a AAA tem uma longa e rica história de apoio a políticas que proíbem a discriminação baseada em... origem nacional..."
Em 19 de setembro de 2016, o Tribunal Distrital dos EUA no Arizona emitiu uma injunção permanente proibindo a aplicação das disposições remanescentes da lei. Com a revogação da lei, o boicote da AAA a conferências no Arizona foi suspenso.

### Engajamento com o exército

#### Guerra do Vietnã
Em março de 1967, durante a Guerra do Vietnã, o Conselho da AAA adotou uma "Declaração sobre Problemas de Pesquisa e Ética Antropológica", que afirmava:
... Exceto em caso de declaração de guerra pelo Congresso, instituições acadêmicas não devem realizar atividades ou aceitar contratos em antropologia que não estejam relacionados às suas funções normais de ensino, pesquisa e serviço público. Elas não devem se envolver em atividades clandestinas. ... A reputação internacional da antropologia foi prejudicada por indivíduos não qualificados que falsamente afirmaram ser antropólogos ou que fingiram realizar pesquisas antropológicas enquanto perseguiam outros fins. Há também boas razões para acreditar que alguns antropólogos usaram sua posição profissional e os nomes de suas instituições acadêmicas como disfarce para a coleta de informações de inteligência e operações de inteligência. Instituições acadêmicas e membros da comunidade acadêmica, incluindo estudantes, devem evitar escrupulosamente tanto o envolvimento em atividades clandestinas de inteligência quanto o uso do nome da antropologia, ou do título de antropólogo, como cobertura para atividades de inteligência.

### Sistema de Terreno Humano
Entre 2007 e 2008, debates sobre antropólogos e o exército ressurgiram em resposta ao projeto Sistema de Terreno Humano (HTS) do Pentágono. Após várias reportagens nacionais sobre o projeto, antropólogos começaram a discutir o projeto e questões éticas relacionadas. Defensores do programa argumentavam que os antropólogos forneciam conhecimento cultural essencial sobre populações locais, ajudando a reduzir a violência nas áreas de operação. Críticos, no entanto, sustentavam que os antropólogos do HTS não podiam obter consentimento informado de seus sujeitos de pesquisa em zonas de guerra e que as informações fornecidas poderiam colocar populações em risco.
Para abordar essas questões, o Conselho Executivo da AAA emitiu uma declaração em 31 de outubro de 2007, citando "questões éticas suficientemente preocupantes e urgentes" levantadas pelo projeto, incluindo as dificuldades dos antropólogos do HTS em obter consentimento informado sem coerção e em cumprir seu mandato ético de "não causar dano" aos estudados. A AAA instou seus membros a aderirem ao seu código de ética, que delineia princípios e diretrizes para comportamento ético. No entanto, a associação não julga casos envolvendo acusações de comportamento antiético ou proíbe membros de participarem do programa HTS.
Além disso, a Comissão da AAA sobre o Engajamento da Antropologia com Comunidades de Segurança e Inteligência dos EUA (CEAUSSIC) emitiu um relatório final durante a reunião anual da AAA em 2007, após mais de um ano de trabalho. O relatório não endossou nem condenou o trabalho antropológico com organizações militares, de inteligência e de segurança, mas delineou as oportunidades e desafios de trabalhar nesses setores. A oposição à cooperação militar foi evidente durante essa reunião. Alguns críticos do programa HTS sugeriram que estudiosos que realizam trabalhos classificados com o exército sejam expulsos da organização. Durante um evento organizado pela Rede de Antropólogos Preocupados, uma estudante de pós-graduação recentemente expulsa do programa HTS falou sobre suas experiências, argumentando que o programa era mal gerido, mas realizava um trabalho positivo ao ajudar oficiais militares em atividades de "construção de nações".

## AnthroSource
AnthroSource é o repositório online das revistas da Associação Americana de Antropologia. Lançado em 2004, contém edições atuais de quinze publicações revisadas por pares da associação, bem como um arquivo de revistas, boletins e informativos publicados pela associação e suas seções membros. Membros da associação recebem acesso ao AnthroSource como benefício da filiação, e instituições podem obter acesso por meio de assinatura paga.
Até agosto de 2007, o AnthroSource era uma colaboração entre a University of California Press e a AAA. Desde então, ele, juntamente com todas as suas revistas, foi transferido para a Wiley-Blackwell pela diretoria da AAA. A partir de 2008, o AnthroSource passou a ser hospedado e gerenciado pela Wiley-Blackwell como parte de um contrato de publicação de cinco anos.
Em 2013, a associação anunciou que experimentaria tornar a Cultural Anthropology uma revista de acesso aberto. Brad Weiss, presidente da sociedade, declarou em um comunicado no site da associação que "A partir da primeira edição de 2014, a Cultural Anthropology fornecerá acesso mundial, instantâneo, gratuito (para o usuário) e permanente a todo o nosso conteúdo (bem como a 10 anos do nosso catálogo anterior)", e que "a Cultural Anthropology será a primeira revista de grande impacto em antropologia a oferecer acesso aberto a todas as suas pesquisas".

## Presidentes
Os presidentes da AAA foram provenientes das quatro subdisciplinas da antropologia americana: até 2003, contavam-se 46 antropólogos socioculturais, 19 arqueólogos, 6 antropólogos físicos e 6 linguistas.
- William J. McGee [en] (1902–1904)

- F. W. Putnam [en] (1905–1906)

- Franz Boas (1907–1908)

- W. H. Holmes (1909–1910)

- J. Walter Fewkes [en] (1911–1912)

- Roland B. Dixon [en] (1913–1914)

- F. W. Hodge [en] (1915–1916)

- Alfred Louis Kroeber (1917–1918)

- Clark Wissler [en] (1919–1920)

- W. C. Farabee [en] (1921–1922)

- Walter Hough [en] (1923–1924)

- Aleš Hrdlička [en] (1925–1926)

- Marshall H. Saville [en] (1927–1928)

- Alfred M. Tozzer [en] (1929–1930)

- George G. MacCurdy [en] (1931)

- John R. Swanton [en] (1932)

- Fay-Cooper Cole [en] (1933–1934)

- Robert H. Lowie [en] (1935)

- Herbert J. Spinden [en] (1936)

- Nels C. Nelson [en] (1937)

- Edward Sapir (1938)

- Diamond Jenness [en] (1939)

- John M. Cooper [en] (1940)

- Elsie Clews Parsons (1941)

- A.V. Kidder [en] (1942)

- Leslie Spier [en] (1943)

- Robert Redfield (1944)

- Neil M. Judd [en] (1945)

- Ralph Linton [en] (1946)

- Ruth Benedict (Janeiro-Maio de 1947)

- Clyde Kluckhohn [en] (Maio-Dezembro de 1947)

- Harry L. Shapiro [en] (1948)

- A. Irving Hallowell [en] (1949)

- Ralph L. Beals [en] (1950)

- William W. Howells [en] (1951)

- Wendell C. Bennett (1952)

- Fred R. Eggan [en] (1953)

- John Otis Brew [en] (1954)

- George P. Murdock (1955)

- Emil W. Haury [en] (1956)

- E. Adamson Hoebel [en] (1957)

- Harry Hoijer (1958)

- Sol Tax [en] (1959)

- Margaret Mead (1960)

- Gordon R. Willey [en] (1961)

- Sherwood L. Washburn [en] (1962)

- Morris E. Opler [en] (1963)

- Leslie A. White (1964)

- Alexander Spoehr [en] (1965)

- John P. Gillin [en] (1966)

- Frederica de Laguna (1967)

- Irving Rouse [en] (1968)

- Cora Du Bois (1969)

- George M. Foster Jr. [en] (1970)

- Charles Wagley [en] (1971)

- Anthony F. C. Wallace [en] (1972)

- Joseph B. Casagrande [en] (1973)

- Edward H. Spicer [en] (1974)

- Ernestine Friedl [en] (1975)

- Walter Goldschmidt [en] (1976)

- Richard Newbold Adams [en] (1977)

- Francis L. K. Hsu [en] (1978)

- Paul J. Bohannan [en] (1979)

- Conrad M. Arensberg [en] (1980)

- William C. Sturtevant [en] (1981)

- M. Margaret Clark [en] (1982)

- Dell Hathaway Hymes (1983)

- Nancy O. Lurie [en] (1984–1985)

- June Helm [en] (1986–1987)

- Roy Rappaport (1988–1989)

- Jane Buikstra [en] (1989–1991)

- Annette Weiner [en] (1991–1993)

- James Peacock [en] (1993–1995)

- Yolanda T. Moses [en] (1995–1997)

- Jane Hill (1997–1999)

- Louise Lamphere [en] (1999–2001)

- Don Brenneis [en] (2001–2003)

- Elizabeth M. Brumfiel [en] (2003–2005)

- Alan H. Goodman [en] (2005–2007)

- Setha Low [en] (2007–2009)

- Virginia R. Domínguez [en] (2009–2011)

- Leith Mullings [en] (2011–2013)

- Monica Heller [en] (2013–2015)

- Alisse Waterston [en] (2015–2017)

- Alex Barker (2017–2019)

- Akhil Gupta [en] (2019–2021)

- Ramona Perez (2021– )